# Villarquemado (kommunhuvudort)
Villarquemado är en kommunhuvudort i Spanien.   Den ligger i provinsen Provincia de Teruel och regionen Aragonien, i den östra delen av landet, 210 km öster om huvudstaden Madrid. Villarquemado ligger 1 001 meter över havet och antalet invånare är 943.
Terrängen runt Villarquemado är varierad. Runt Villarquemado är det ganska glesbefolkat, med 48 invånare per kvadratkilometer. Närmaste större samhälle är Cella, 7,4 km söder om Villarquemado. Trakten runt Villarquemado består till största delen av jordbruksmark.